# Nicht von dieser Erde
Nicht von dieser Erde ist ein Lied der deutschen Pop- und Schlagersängerin Vanessa Mai aus dem Jahr 2024. Das Stück ist die zweite Singleauskopplung aus ihrem zehnten Studioalbum Matrix.

## Entstehung und Artwork
Das Lied wurde gemeinsam von Florian Apfl, Megan Ashworth und Patrick Liegl (Patrick Gold) geschrieben. Apfl und Gold waren darüber hinaus, zusammen mit Matthias Distel (Ikke Hüftgold) und Dominik de Leon, für die Produktion verantwortlich. Während Mai hierbei erstmals mit Ashworth zusammenarbeitete, waren Distel und de Leon bereits für die Produktionen der letzten drei vorangegangenen Singles Oben (November 2023), Geiles Life (Oktober 2023) und Igel (September 2023) verantwortlich. Bei der Produktion zu Igel waren ebenfalls Apfl und Gold beteiligt. Neben seiner Produzententätigkeit zeichnete de Leon zudem für die Abmischung und das Mastering verantwortlich.
Auf dem Frontcover der Single ist – neben Liedtitel und Interpretenangabe – das Gesicht von Mai zu sehen. Sie trägt ein pinkes Oberteil und hat den Blick zur Kamera gerichtet, während sich eine Hälfte ihres Gesichts im Schatten befindet. Die Fotografie tätigte der Berliner Fotograf Paul Hüttemann.

## Veröffentlichung und Promotion
Die Erstveröffentlichung von Nicht von dieser Erde erfolgte als Single am 12. Januar 2024. Diese erschien als digitaler Einzeltrack zum Download und Streaming bei Ariola (Katalognummer: 19687172076). Der Vertrieb erfolgte durch Sony Music Entertainment. Am 3. Mai 2024 erschien das Lied als Teil von Mais zehntem Studioalbum Matrix, dessen zweite Singleauskopplung es ist.
Einen ersten Hinweis zur Veröffentlichung von Nicht von dieser Erde verkündete Mai in einem Beitrag vom 15. Dezember 2023 über ihre sozialen Medien. Einen Tag später veröffentlichte Mai einen Teaser mit Tanzvideo zu dem Lied. Um die Veröffentlichung weiter zu bewerben, folgten unter anderem auch gemeinsame Tanzvideos mit der deutschen Schauspielerin Chiara Tews.

## Inhalt
| „Wir sind nicht von dieser Erde, oh-oh-oh. Ja, wir fühl’n uns so schwerelos. Ich flieg’ mit dir so gerne, oh-oh-oh. Wir sind nicht von dieser Erde. Wir sind nicht von dieser Erde, oh-oh-oh. Ja, wir fühl’n uns so schwerelos. Ich flieg’ mit dir so gerne, oh-oh-oh. Wir sind nicht von dieser Erde.“ – Refrain, Originalauszug | Der Liedtext zu Nicht von dieser Erde ist in deutscher Sprache verfasst. Die Musik und der Text wurden gemeinsam von Florian Apfl, Megan Ashworth und Patrick Gold komponiert beziehungsweise getextet. Musikalisch bewegt sich das Lied im Bereich der Popmusik. Das Tempo beträgt 140 Schläge pro Minute. Die Tonart ist a-Moll. Inhaltlich geht es in Nicht von dieser Erde über die Befreiung von Selbstzweifeln und den Drang, sich von den eigenen und fremden Ansprüchen zu lösen. Mai selbst beschrieb es als „empowernde Hymne“ auf das Anderssein und einen mitreißenden Appell an alle, die sich irgendwie immer als Außenseiter sehen würden, sich nicht allein zu fühlen – denn man sei genau so richtig, wie man ist. Sie habe mit dem Titel zeigen wollen, dass es „total okay“ sei, sich anders zu fühlen. Ihr gehe es genau so. Sie habe diese Seite nicht oft gezeigt, nur die wenigsten würden sie wirklich so kennen, auch das solle jetzt anders werden. Sie sei es müde, stets anderen vermeintlich zu gefallen müssen. |

Aufgebaut ist das Lied auf zwei Strophen und einem Refrain. Es beginnt mit der ersten Strophe, die als Vierzeiler geschrieben wurde. An diese schließt sich zunächst der dreizeilige Prechorus an, ehe der eigentliche Refrain einsetzt. Dieser setzt sich aus einem sich einmal wiederholenden Vierzeiler zusammen. Zum Ausklang endet der Refrain mit dem Postchorus, der ebenfalls aus vier Zeilen besteht und Teile des Hauptteils aufgreift. Die Zeilen enden dabei mit einem „döp, dö-döp, döp-döp-döp“, einer Interpolation zu Better Off Alone von Alice DeeJay. Der gleiche Aufbau wiederholt sich mit der zweiten Strophe. Mit dem zweiten Postchorus endet das Lied.

## Musikvideo
Das Musikvideo zu Nicht von dieser Erde wurde Mitte Dezember 2023 gedreht und feierte seine Premiere am 12. Januar 2024 auf der Videoplattform YouTube. Es zeigt hauptsächlich Mai alleine in einem Klub, die vor einer Videowand tanzt, die sie selbst eingeschaltet hat. Zwischendurch ist sie auch an der Bar trinkend sowie vor einem Spiegel posierend zu sehen. Regie führte der Mannheimer Filmemacher Mikis Fontagnier. Die Gesamtlänge des Videos beträgt 3:09 Minuten. Bis Mai 2024 zählte das Video über 230 Tausend Aufrufe bei YouTube. Aufgrund ihres Tanzoutfits musste sich Mai Plagiatsvorwürfen stellen, weil sie dieses von der albanisch-britischen Sängerin Dua Lipa kopiert haben soll.
Mai selbst beschrieb den Videodreh als eine Art Selbsttherapie für sich selbst. Im ersten Moment sei das Tanzen schwer umzusetzen gewesen, weil sie sich nicht selbst inszenieren, sondern ein Gefühl in Szene setzen wollte, ohne das es eine vorgegebene Choreografie gebe. Sie habe einfach ihr Ding dabei machen wollen, ohne etwas auf die Meinung anderer zu geben.

## Mitwirkende
| Liedproduktion - Florian Apfl: Komposition, Liedtext, Musikproduktion - Megan Ashworth: Komposition, Liedtext - Matthias Distel (Ikke Hüftgold): Musikproduktion - Patrick Liegl (Patrick Gold): Komposition, Liedtext, Musikproduktion - Dominik de Leon: Abmischung, Mastering, Musikproduktion - Vanessa Mai: Gesang | Visualisierung - Mikis Fontagnier: Regie (Musikvideo) - Paul Hüttemann: Fotografie (Cover) Unternehmen - Ariola: Musiklabel - Sony Music Entertainment: Vertrieb |

## Rezeption

### Rezensionen
Mirco Clapier vom Münchener Radio- und Musikmagazin Deine Schlagerwelt ist der Meinung, dass Vanessa Mai mit Nicht von dieser Erde zeige, dass sie eine vielseitige Künstlerin sei, die ihre Fans immer wieder mit neuen musikalischen Facetten überrasche. Ihr Engagement, sich ständig weiterzuentwickeln und gleichzeitig ihre Fans in den Mittelpunkt zu stellen, mache sie zu einer der „spannendsten“ Künstlerinnen der deutschen Musikszene.
Der Rezensent von Szenenight Bremen ist der Meinung, das Mai hiermit eine Zeichen setze. Mit Nicht von dieser Erde starte sie nicht nur musikalisch ins neue Jahr, sondern auch mit einer starken, persönlichen Botschaft. Sie fordere uns alle auf, uns von den Fesseln der Erwartungen zu befreien und uns selbst zu feiern. Diese Single sei ein „echtes Highlight“ und mache neugierig auf das, was noch komme.
Dominik Lippe von laut.de vergab zwei von fünf Sternen für das Album Matrix und ist der Meinung, dass sich Nicht von dieser Erde an Dancemusik versuche, inklusive einer Hommage an Alice DeeJay.

### Charts und Chartplatzierungen
Nicht von dieser Erde verfehlte den Einstieg in die Singlecharts, konnte sich jedoch auf Rang 96 der deutschen Downloadcharts (19. Januar 2024) platzieren.